# توماس فورستر
توماس فورستر (21 سبتمبر 1873 في المملكة المتحدة - 27 ديسمبر 1927 في المملكة المتحدة) (بالإنجليزية: Thomas Forrester)‏ هو لاعب كريكت بريطاني. لعب مع نادي مقاطعة ديربيشاير للكريكت ‏ ونادي وارويكشاير للكريكيت ‏.